# Lichtspielhaus
"Lichtspielhaus" é o segundo DVD da banda alemã Rammstein, é uma compilação de todos os videos de 1995 a 2002, vídeos ao vivo, Making of, comerciais de tv e trailers. Foi lançado no dia 01 de dezembro de 2003.

## Faixas

### Vídeos
| N.º            | Título                  | Duração |  |
| 1.             | "Du riechst so gut"     | 4:00    |  |
| 2.             | "Seemann"               | 4:15    |  |
| 3.             | "Rammstein"             | 4:28    |  |
| 4.             | "Engel"                 | 4:24    |  |
| 5.             | "Du hast"               | 3:54    |  |
| 6.             | "Du riechst so gut '98" | 4:23    |  |
| 7.             | "Stripped"              | 3:55    |  |
| 8.             | "Sonne"                 | 3:58    |  |
| 9.             | "Links 2-3-4"           | 3:34    |  |
| 10.            | "Ich will"              | 4:05    |  |
| 11.            | "Mutter"                | 3:46    |  |
| 12.            | "Feuer frei!"           | 3:08    |  |
| Duração total: | Duração total:          | 47:50   |  |

### Performances ao vivo
| "100 Jahre Rammstein" - Arena Treptow, Berlim, 27 de setembro de 1996 |             |         |  |
| N.º                                                                   | Título      | Duração |  |
| 1.                                                                    | "Herzeleid" | 4:02    |  |
| 2.                                                                    | "Seemann"   | 5:31    |  |

| Philipshalle, Düsseldorf, 23 de outubro de 1997 |                 |         |  |
| N.º                                             | Título          | Duração |  |
| 1.                                              | "Spiel mit mir" | 4:29    |  |

| Festival Rock am Ring, Adenau, 31 de maio de 1998 |                |         |  |
| N.º                                               | Título         | Duração |  |
| 1.                                                | "Heirate mich" | 6:17    |  |
| 2.                                                | "Du hast"      | 4:39    |  |

| "Live aus Berlin", Parkbühne Wuhlheide, Berlim, 22 e 23 de agosto de 1998 |             |         |  |
| N.º                                                                       | Título      | Duração |  |
| 1.                                                                        | "Sehnsucht" | 4:13    |  |

| Big Day Out Festival, Sydney, 26 de janeiro de 2001 |                   |         |  |
| N.º                                                 | Título            | Duração |  |
| 1.                                                  | "Weisses Fleisch" | 4:37    |  |
| 2.                                                  | "Asche zu Asche"  | 3:35    |  |

| Velodrom, Berlim, 18 de maio de 2001 |               |         |  |
| N.º                                  | Título        | Duração |  |
| 1.                                   | "Ich will"    | 3:56    |  |
| 2.                                   | "Links 2-3-4" | 4:47    |  |

### Making of dos vídeos
| N.º | Título              | Duração |  |
| 1.  | "Du hast"           | 15:58   |  |
| 2.  | "Du riechst so gut" | 6:55    |  |
| 3.  | "Sonne"             | 22:56   |  |
| 4.  | "Links 2-3-4"       | 10:11   |  |
| 5.  | "Ich will"          | 19:54   |  |

### Trailers dos vídeos
| N.º | Título                | Duração |  |
| 1.  | "Achtung Blitzkrieg!" | 9:13    |  |
| 2.  | "Du hast"             | 0:20    |  |
| 3.  | "Links 2-3-4"         | 0:30    |  |
| 4.  | "Mutter"              | 0:30    |  |

## Desempenho nas paradas
| Paradas (2003)                        | Posição |
| ------------------------------------- | ------- |
| Alemanha (Offizielle Deutsche Charts) | 25      |